# Herne
|  | No s'ha de confondre amb Herne (Alemanya). |

Herne és un municipi belga de la província de Brabant Flamenc a la regió de Flandes. Està compost per les seccions de Herne, Herfelingen i Sint-Pieters-Kapelle.